# 袁士鳳
袁士鳳（1452年—？），字彥祥，廣東廣州府東莞縣人，民籍，明朝政治人物。同進士出身。

## 生平
早年出身儒士，成化七年（1471年）辛卯科廣東鄉試第五十二名。成化十一年（1475年）進士。成化十六年（1480年），曾官江西萬安縣知縣。

## 家族
曾祖父袁友信。祖父袁甲初，贈戶部主事。父亲袁常。